# Ásgeir Ásgeirsson

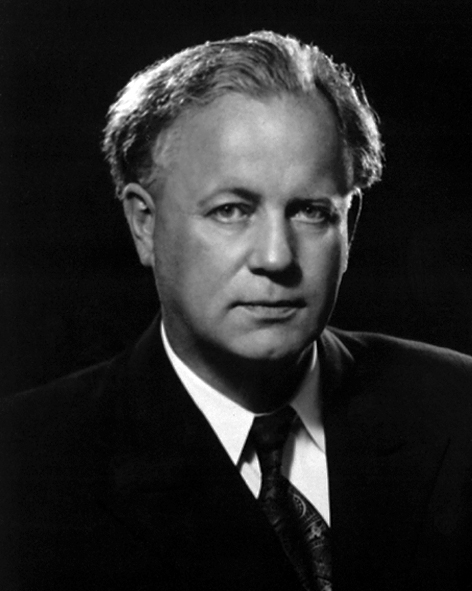
Ásgeir Ásgeirsson

Ásgeir Ásgeirsson (Kóranes Island, 13 mei 1894 - Reykjavík, 15 september 1972) was van 1952 tot 1968 de tweede president van IJsland.
Ásgeir Ásgeirsson kwam uit een koopmansgeslacht. Hij studeerde theologie aan de Universiteit van IJsland (Reykjavik). In 1915 studeerde hij af. Hij was echter te jong om dominee te worden. Van 1915 tot 1916 was hij secretaris van de bisschop van IJsland.
In 1923 werd Ásgeir voor de liberale Progressieve Partij in het Alding (het IJslandse parlement) gekozen. Hij bleef lid van het parlement tot 1952, het jaar dat hij president werd.
In 1930 sprak Ásgeir als voorzitter van het Alding ter gelegenheid van het 1000 jaar feest van IJsland. 
Van 1931 tot 1934 was Ásgeir minister van Financiën en van 1932 tot 1934 was hij minister-president. In 1934 verliet Ásgeir de Progressieve Partij. Hij was een tijdlang onafhankelijk politicus, maar werd later lid van de sociaaldemocratische Arbeiderspartij. 
Van 1938 tot 1952 was hij directeur van de bank Útvegsbanka Íslands.
Op 1 augustus 1952 werd Ásgeir Ásgeirsson tot president van IJsland gekozen. Hij werd in 1956, 1960 en in 1964 (zonder oppositiekandidaat) herkozen. In 1968 gaf hij aan dat hij zich niet meer kandidaat stelde voor het presidentschap. 
Ásgeir Ásgeirsson was getrouwd met Dóra Þórhallsdóttir (1893-1964), de dochter van bisschop Þórhallur Bjarnason (Bisschop van IJsland 1908-1916).